# Giacomo Maria Paitoni
Giacomo Maria Paitoni (Venezia, 11 ottobre 1708 – Zero Branco, 30 ottobre 1774) è stato un presbitero, scrittore e bibliografo italiano.

## Biografia
Nato a Venezia l'11 ottobre 1708, Paitoni entrò nell'ordine dei Chierici regolari di Somasca nel 1725, e divenne direttore della biblioteca del seminario della Salute, ricca di edizioni quattrocentesche. In polemica con Antonio Sassi, che nella sua Historia typographica aveva indicato in Milano la culla dell'arte tipografica in Italia, Paitoni redasse la dissertazione Venezia la prima città fuori della Germania dove si esercitò l'arte della stampa (Venezia, 1756; ibid., 1772), in cui sosteneva che il Decor puellarum, un rarissimo opuscolo uscito dai torchi di Nicolas Jenson nel 1461, sarebbe stato il primo libro pubblicato nella Penisola. Tuttavia, malgrado la profonda erudizione della dissertazione, la tesi del Paitoni non prevalse.
Paitoni raccolse per lungo tempo appunti sulle traduzioni dalle lingue classiche in italiano: i primi risultati delle sue ricerche apparvero già nel 1742, nei volumi 32-36 della Raccolta Calogerana. Su richiesta di alcuni amici che promisero di provvedere alle spese di stampa, Paitoni decise finalmente di pubblicare la sua opera maggiore: Biblioteca degli autori antichi greci e latini volgarizzati, Venezia, 1766-1767, 5 voll. I primi quattro volumi dell'opera contengono un elenco degli autori antichi, disposti in ordine alfabetico, e delle relative traduzioni in italiano; il quinto elenca le traduzioni della Bibbia e delle opere degli autori ecclesiastici. Ogni articolo è seguito da note letterarie o bibliografiche. L'opera di Paitoni è considerata la più importante pubblicata su questo argomento.
Paitoni morì a Venezia verso la fine del 1774. Oltre agli scritti già citati, di lui si conosce la traduzione dei Problemi di Diofanto di Alessandria, pubblicata negli Elementi di fisica, di Giovanni Francesco Crivelli (Venezia, 1744); quella del Laelius de amicitia, di Cicerone (ibid., 1763) e quella della Pro Milone, che intendeva pubblicare con alcuni altri opuscoli ai quali non aveva dato gli ultimi ritocchi.